# مدني صالح
مدني صالح الهيتي 1932- 2007 م، فيلسوف عراقي، ولد مدينة هيت _ محافظة الأنبار.
كتب عنه كثيرون منهم حميد المطبعي وقال انه استخدم الفلسفة لنقد الظواهر الأدبية والاجتماعية .. أسس لكثير من المفاهيم الفكرية ليس أولها نظرية الفن للحياة التي تعتمد على أهمية الرمز والحلم وقلل من المباشرة والواقعية الجامدة. وهو صاحب الخلاصة الرائعة للفلسفة التي كتبها في عدة مقالات مهمة.حصل على الماجستير في الفلسفة من جامعة كمبردج ولم يكمل الدكتوراه أصدر سنة 1955 كتابا بعنوان ( الوجود ) وبعدها بسنة أصدر كتابه (اشكال والوان ) وله أيضا كتاب بعنوان ( ابن طفيل : قضايا ومواقف ) وكتاب ( التربيع والتدوير :منهج وطريقة وتطبيق ) وكتاب (هذا هو السياب ) وكتاب (هذا هو البياتي ) وكتاب ( مقامات مدني صالح ) .
وصفه أحد تلاميذه وهو الدكتور ريكان إبراهيم بالقول انه كان «سريع البديهة، متوقد الفكر عذب الكلام، تنبهر لنباهته، ودقة تفكيره، وسلاسة تعليقاته وملاحظاته التي تمنحك القدرة على التفكير الجديد. يعشق الفلسفة ويريد لها أن تكون زادا للناس كافة لأنها منطلق الصيرورة الحضارية ومهماز التطور والارتقاء. وبدون الفلسفة لايمكن للحياة ان تكون ثرية» .
أشرف كذلك على العديد من طلبة الدراسات العليا، في شهادات الماجستير والدكتوراه، وخلال مسيرته التدريسية، عمل مستشارا لمجلة دراسات معاصرة في كندا، كما عمل مستشارا لمجلة أوراق فلسفية التي تصدرها جماعة (أوراق فلسفية) في جامعة القاهرة.

## مشروعه الفلسفي في قضايا الفكرالإسلامي
ويدور المشروع الفلسفي له حول معالجة قضايا الفكر الإسلامي انطلاقا من منظور عقلاني حداثي، وباستخدام المنهج الجدلي التاريخي الاجتماعي، ويهدف من ذلك إلى تصحيح نظرتنا للتراث الفكري والفلسفي الإسلامي. وبالتالي يعتبر مشروع الدكتور حسام مشروعا نقديا، يحاول أن يمهد الطريق نحو ظهور فلسفة أصيلة وجديدة عربية معاصرة. ذلك أن تصحيح نظرتنا إلى التراث، انطلاقا من فكرنا المعاصر، يؤدي تلقائيا إلى زيادة حرية الفكر، وبالتالي ظهور أفكار إبداعية جديدة، ويذكر حسام الآلوسي فيما يخص القضية الجوهرية في فكره في كتابه (تجربتي الفلسفية)، قوله في مجال الفكر الفلسفي العربي والإسلامي: (هذا هو ميداني الخاص، بالنسبة لكتاب الدراسات في الفلسفة الإسلامية فهو مجموعة بحوث. وكل منها يفتح نتائج جديدة ويؤشر مسارات ويصحح أحكاما ويصح ذلك على بحثنا فيه عن الغزالي -مشكلة وحل- وبحثنا نظرية الفيض للفارابي بمنظور معاصر نقدي، وكذلك بحثنا فيه عن تقسيم العلوم ونشأة الفكر العربي الإسلامي. وكل كتبي ليست تاريخا للفلسفة، بعضها فيها تاريخ ولكن ليس للتاريخ بل للوصول إلى أهداف أخرى).